# Los hijastros de Platón (Star Trek: La serie original)
Los hijastros de Platón es el décimo episodio de la tercera temporada de Star Trek: La serie original, fue transmitido por primera vez el 22 de noviembre de 1968. Fue el episodio número 65 en ser transmitido y el número 67 en ser producido, fue escrito por Meyer Dolinsky y dirigido por David Alexander. El episodio es citado frecuentemente como el primer ejemplo de un beso interracial actuado mostrado en la televisión (entre Kirk y Uhura).
En la versión Bluray el título de este episodio en el audio en español es el mismo utilizado aquí.
Resumen: La tripulación de la Enterprise se encuentra con una raza humanoide inmortal y sádica con el poder de la telequinesis y que dice haber organizado su sociedad de acuerdo a los ideales de la antigua Grecia.

## Trama
En la fecha estelar 5784.2, la nave estelar USS Enterprise, después de recibir una llamada de auxilio, arriba a un planeta que posee numerosos y ricos depósitos de un raro mineral llamado kironida. El capitán Kirk, junto con su primer oficial Spock y el jefe médico el Dr. McCoy, se teletransportan a la superficie del planeta para investigar.
Una vez allí, son recibidos por un amigable enano llamado Alexander (Michael Dunn), que lleva unas vestiduras que recuerdan a la Grecia clásica de la Tierra. Alexander lleva a la partida de desembarco a una reunión con el resto su pueblo, quienes se llaman a sí mismos Platonianos en honor del filósofo griego Platón. Los platonianos indican que ellos visitaron la Tierra durante la edad de oro de la civilización griega y adecuaron sus costumbres de acuerdo a lo que vieron. Todos los platonianos, excepto Alexander, parecen poseer poderes telequinéticos.
Los platonianos explican que la razón por la que fueron atraídos a su planeta es que su líder Parmen ha contraído una infección en la pierna. La fiebre resultante lo ha dejado delirante y sus poderes telequinéticos se han descontrolado. En un arranque, causa que los objetos tales como urnas y un gran juego de ajedrez salgan volando por la habitación. Los ataques de Parmen también causan que el Enterprise en órbita se agite. A pesar de sus poderes telequinéticos, los nativos del planeta sufren de sistemas inmunológicos debilitados que hacen que no pueden combatir incluso infecciones o heridas leves.
Después de que el doctor trata a Parmen, este exige que McCoy permanezca permanentemente en el planeta para el caso en que algo le ocurra a él o alguien más en el futuro. Naturalmente, Kirk encuentra esto inaceptable. Por negarse es castigado por medio de los poderes de los platonianos. Humillan a Kirk y a Spock mientras McCoy los observa, forzándolos a danzar y cantar como tontos bufones cortesanos. Parmen obliga a Spock a reír y, después de que McCoy trate de oponerse, lo obligan a llorar. Posteriormente los platonianos usan sus poderes para forzar a la teniente Uhura y a la enfermera Christine Chapel a bajar del Enterprise para entretenerlos.
Una vez en el planeta, Parmen domina rápidamente los cuerpos de los oficiales y hace que Kirk, Spock, Chapel y Uhura se vistan a la fuerza con ropajes del estilo griego clásico, con el propósito de que actúen para los platonianos y un cautivo McCoy. Spock es obligado a cantar sobre el sexo a las mujeres mientras Alexander toca un arpa, luego Parmen empareja a Spock con Chapel y a Kirk con Uhura. Obliga a las parejas a besarse en los labios y cuando la esposa de Parmen se aburre, hace que los hombres amenacen a las mujeres con armas, Kirk con látigo y Spock con un atizador al rojo vivo. Alexander se enoja después de observar los humillantes actos a los que obligan ejecutar a la tripulación del Enterprise forzados por los poderes de los platonianos. Alexander intenta atacar a Parmen con un cuchillo, pero Parmen lo detiene instantáneamente usando sus poderes y fuerza a Alexander a usar el cuchillo contra sí mismo.
Sin embargo, anteriormente McCoy ha logrado identificar y aislar la substancia que proporciona a los habitantes de este planeta sus especiales poderes: el mismo mineral de kironida, naturalmente abundante en la comida y en el agua usada para beber. McCoy es capaz de preparar un suero e inyectárselo a Kirk y a Spock. Además, Alexander les dice que cada persona tiene una frecuencia psíquica diferente e incompatible, por lo que ellos no serán capaces de realizar un ataque conjunto. Kirk usa sus recientemente adquiridos poderes telequinéticos en una competencia de fuerza con Parmen, para controlar el cuchillo de Alexander.
Kirk logra ganar. Los platonianos admiten su derrota y claman por piedad prometiendo corregir sus costumbres abusivas. Kirk les advierte que lo ocurrido aquí será informado a la Flota Estelar y que si Parmen no mantiene sus promesas, los poderes podrán ser recreados por cualquiera con el propósito de derrotarlo.
Kirk promete enviar técnicos médicos adecuados al planeta siempre que los platonianos se comporten correctamente. Alexander, que no desea adquirir estos poderes ya que no desea convertirse en uno de ellos, es liberado de su obligaciones como sirviente, bufón y esclavo de los ciudadanos del planeta, y solicita irse con el Enterprise para comenzar una nueva (y presumiblemente más feliz) vida en otra parte de la galaxia.

## Remasterización por el aniversario de los 40 años
Este episodio fue remasterizado en el año 2006 y transmitido el 16 de junio de 2007 como parte de la remasterización por el aniversario de los 40 años de la serie original. Fue precedido una semana antes por la versión remasterizada de El cerebro de Spock y seguido una semana más tarde por la versión remasterizada de Miri. Además del audio y video remasterizado, y todas las animaciones de la USS Enterprise realizadas por CGI que es el estándar de todas las revisiones, los cambios específicos para este episodio son:
- El planeta de los platonianos fue modificado para parecer más real.
- La animación del Enterprise donde se muestra luchando contra los poderes psicoquinéticos de Parmen fue rehecha.
- Una corta toma de la pantalla del tricorder de McCoy fue modificada para darle una apariencia gráfica más realista.

## Producción y recepción
El episodio presenta un beso en la boca entre Kirk (William Shatner) y Uhura (Nichelle Nichols). A menudo se cita como el primer beso interracial mostrado en una serie de televisión bajo un guion, pero ocurrió después de que Sammy Davis, Jr. hubiera besado brevemente a Nancy Sinatra en un programa de variedades llamado Movin' With Nancy en diciembre de 1967; y de un beso interracial en Emergency Ward 10, una serie dramática británica, en 1964; además de un beso entre una actriz estadounidense de origen asiático, Victoria Young y David McCallum en 1966 en la serie The Man from U.N.C.L.E en el episodio "The Her Master's Voice Affair"; y un beso entre la actriz multirracial Bárbara Luna y William Shatner en el episodio Espejo, espejito (Star Trek: La serie original) del año 1967.
El episodio presenta un beso involuntario, siendo forzado por telequinesis, quizás para evitar cualquier sugerencia de un romance que podría provocar el enojo entre los espectadores más sensibles con ese tema. Como un crítico de televisión dijo: El mensaje subyacente fue, 'si yo tengo que dar un beso para salvar mi nave y su tripulación, por Dios, que lo haré'. También, William Shatner recuerda en el libro Star Trek Memories (en castellano: Memorias de Star Trek) que la NBC insistió en que sus labios nunca se tocaran (la técnica de girar las cabezas alejándose de la cámara escondió esto). Sin embargo, Nichelle Nichols insistió en su autobiografía Beyond Uhura (en castellano: Más allá de Uhura) (escritas en 1994 después del libro de Shatner) en que el beso fue real, incluso en las tomas donde su cabeza ocultaba sus labios.
Cuando los ejecutivos de la NBC se enteraron del beso quedaron preocupados porque enfureciera a las estaciones de televisión en el conservador Sur Profundo. A principios de 1968, la NBC había expresado similar preocupación en una secuencia musical en un especial de Petula Clark en el que ella tocaba el brazo de Harry Belafonte, un momento citado como la primera ocasión de un contacto físico directo entre un hombre y una mujer de razas diferentes mostrado en la televisión de Estados Unidos. En un punto durante las negociaciones, se presentó la idea de que Spock besara a Uhura en vez de Kirk, pero William Shatner insistió en que se apegaran al guion original. La NBC finalmente ordenó que se hicieran dos versiones de la escena una donde Kirk y Uhura se besaran y otra donde no. Habiendo grabado exitosamente la primera versión de la escena, Shatner y Nichelle Nichols deliberadamente echaron a perder cada toma de la otra versión, forzando así a usar la versión con el beso.
Como Nichelle Nichols escribió:
'Sabiendo que Gene estaba determinado a transmitir el beso real, Bill me sacudió y silbó amenazante en su mejor y torpe staccato kirkiano, "I WON'T KISS YOU! I WON'T KISS YOU!" (en castellano: ¡No te besaré!, ¡No te besaré!).
Fue absolutamente terrible, y estábamos histéricos y extáticos. El director estaba fuera de sí, y aún determinado a obtener la toma sin el beso. Así que lo hicimos nuevamente, y parecía estar bien. "¡Corten! ¡Impriman! ¡Esto es una listo!"
Al día siguiente ellos revisaron las tomas diarias, y aunque yo raramente asistía a ellas, no podía faltar a ésta. Todos vieron cómo Kirk y Uhura se besaban y besaban y besaban. Y me gustaría aclarar esto: aunque Kirk y Uhura lucharon, ellos se besaron en toda y cada una de las escenas. Cuando la escena sin beso apareció, todos en la habitación enloquecieron. La última toma, que parecía estar bien en el set, en realidad mostraba a Bill poniéndose turnio. Era tan cursi y simplemente malo que era inutilizable. La única alternativa era sacar la escena completamente, pero eso era imposible sin arruinar todo el episodio. Finalmente, los ejecutivos a cargo cedieron: "Al infierno con esto. Usemos el beso". Yo creo que ellos se dieron cuenta de que igualmente íbamos a ser cancelados en unos meses más. Así que el beso se quedó'.
Sin embargo, hubo pocos registros contemporáneos de cualquier queja acerca de la escena. Nichelle Nichols observó que Los hijastros de Platón que fue transmitido por primera vez el noviembre de 1968 recibió una enorme respuesta. Recibimos una de las más grandes cantidades de correos de los fanáticos de toda la serie, todos ellos muy positivos, con muchos dirigidos a mí de chicas preguntando cómo me sentía besar al capitán Kirk, y muchos de hombres preguntándose lo mismo acerca de mí. Sin embargo, casi nadie encontró ofensivo el beso excepto por una sola carta medianamente negativa enviada por un sureño blanco. Nichols dice que para mí, el episodio más memorable de nuestra última temporada fue 'Los hijastros de Platón'.

## Nota
- Esta obra contiene una traducción  derivada de «Plato's Stepchildren» de Wikipedia en inglés, concretamente de esta versión, publicada por sus editores bajo la Licencia de documentación libre de GNU y la Licencia Creative Commons Atribución-CompartirIgual 4.0 Internacional.